# Volo United Airlines 173
Il volo United Airlines 173 era un volo passeggeri di linea nazionale dall'aeroporto Internazionale John F. Kennedy, New York, all'aeroporto Internazionale di Portland, Portland, con scalo intermedio all'aeroporto internazionale di Stapleton, Denver, negli Stati Uniti d'America. Il 28 dicembre 1978, un Douglas DC-8 operante sulla rotta rimase senza carburante durante la risoluzione di un problema al carrello di atterraggio e si schiantò in un quartiere periferico di Portland, vicino a NE 157th Avenue e East Burnside Street, provocando la morte di dieci persone a bordo, due membri dell'equipaggio e otto passeggeri.

## L'aereo
Il velivolo coinvolto era un Douglas DC-8-61, marche N8082U, numero di serie 45972, numero di linea 357. Volò per la prima volta nel 1968 e venne ceduto a United Airlines nel maggio dello stesso anno. Era alimentato da 4 motori turboventola Pratt & Whitney JT3D-3B. Al momento dell'incidente, l'aereo aveva circa dieci anni e aveva accumulato 33 114 ore di volo.

## L'equipaggio
Il volo 173 era pilotato da un equipaggio composto da piloti esperti. Il comandante era Malburn "Buddy" McBroom (52 anni), il primo ufficiale era Roderick "Rod" Beebe (45) e l'ingegnere di volo era Forrest "Frosty" Mendenhall (41). McBroom lavorava per United Airlines da 27 anni; era uno dei piloti più anziani della compagnia aerea con oltre 27 600 ore di volo, di cui circa 5 500 sui DC-8. Beebe era con la compagnia aerea da tredici anni e aveva registrato oltre 5 200 ore di volo. Mendenhall aveva quasi 3 900 ore di volo ed era con la compagnia aerea da undici anni. Il primo ufficiale e ingegnere di volo avevano oltre 2 500 ore di esperienza di volo in totale nei DC-8.

## L'incidente
Il volo 173 partì dall'aeroporto Internazionale di Stapleton di Denver alle 15:47 MST con 189 persone a bordo, 8 membri dell'equipaggio e 181 passeggeri. Il tempo stimato per il tragitto era di 2 ore e 26 minuti e l'orario di arrivo previsto a Portland era alle 17:13 PST, circa quaranta minuti dopo il tramonto. Secondo il piano di volo automatico e il sistema di monitoraggio, la quantità totale di carburante necessaria per il volo per Portland era di 14 500 kg. C'erano 21 200 kg di carburante a bordo dell'aeromobile quando lasciò il gate di Denver.
Mentre il carrello di atterraggio veniva abbassato all'avvicinamento all'aeroporto Internazionale di Portland (PDX), l'equipaggio avvertì una vibrazione e un'imbardata anomala dell'aeromobile, nonché la mancanza di una spia indicante che il carrello era stato abbassato con successo. L'equipaggio richiese un circuito di attesa per diagnosticare il problema e per l'ora successiva volò a sud-est di Portland, mentre cercava di identificare lo stato del carrello di atterraggio e si preparava per un potenziale atterraggio di emergenza. Durante questa ora, nessuno dei tre membri dell'equipaggio della cabina di pilotaggio monitorò i livelli di carburante; i consumi furono aggravati dal fatto che i flap rimasero estesi 15 gradi durante l'intera manovra di attesa.
Mentre i piloti si preparavano per un atterraggio di emergenza sulla pista 28L, i motori numero uno e numero due si spensero; a quel punto fu dichiarato un Mayday. Questa fu l'ultima trasmissione radio dal volo 173 al controllo del traffico aereo; il DC-8 si schiantò contro una sezione boscosa di una zona popolata della periferia di Portland, a circa 6 miglia nautiche (11 km) a sud-est dell'aeroporto.
Dei membri dell'equipaggio, due rimasero uccisi: l'ingegnere di volo Mendenhall e l'assistente di volo Joan Wheeler; in due sostennero lesioni classificate dal National Transportation Safety Board (NTSB) come "gravi" e quattro come "minori/nessuna". Otto passeggeri persero la vita e 21 riportarono ferite gravi.
Quella sera il 304th Aerospace Rescue and Recovery Squadron dell'Air Force Reserve, con base all'aeroporto internazionale di Portland, stava conducendo voli di addestramento di routine nella zona. Gli aeromobili di questa unità (elicotteri Bell UH-1 Iroquois) vennero immediatamente deviati sulla scena dell'incidente e procedettero al trasporto di molti sopravvissuti negli ospedali locali.

## Le indagini
L'indagine dell'NTSB rivelò che durante l'abbassamento del carrello di atterraggio, si udì un forte tonfo. Quel suono insolito fu accompagnato da vibrazioni anomale e da un'imbardata dell'aereo. Il meccanismo di retrazione del carrello di atterraggio principale destro era guasto a causa della corrosione, ma ciò permise comunque al carrello di abbassarsi, seppur in modo anomalo e troppo veloce (cadde letteralmente). Sebbene fosse abbassato e bloccato, la rapida e anormale estensione del carrello destro danneggiò un microinterruttore in modo così grave che non riuscì a chiudere il circuito collegato alla luce verde della cabina di pilotaggio, che indica ai piloti che è abbassato e bloccato. Quelle indicazioni insolite (forte rumore, vibrazioni, imbardata e nessuna luce verde) portarono il comandante ad interrompere l'atterraggio, in modo che avrebbero avuto il tempo di diagnosticare il problema e preparare i passeggeri per un atterraggio di emergenza. Mentre la decisione di interrompere l'atterraggio fu considerata prudente, l'incidente avvenne perché l'equipaggio era così concentrato a cercare di risolvere il problema al carrello che non monitorò i livelli del carburante e non calcolò il momento in cui era necessario tornare a terra per non rischiare l'esaurimento del carburante.
La commissione per la sicurezza ritenne che questo incidente sia un esempio di un problema ricorrente: un'interruzione nella gestione della cabina di pilotaggio e del lavoro di squadra durante una situazione che coinvolge malfunzionamenti dei sistemi di aeromobili in volo. Pertanto, la commissione per la sicurezza poté solo concludere che l'equipaggio non riuscì a mettere in relazione il carburante rimasto e la velocità del flusso di carburante con il tempo e la distanza dall'aeroporto, perché la loro attenzione era diretta quasi interamente alla diagnosi del problema del carrello di atterraggio.
L'NTSB determinò la seguente probabile causa:
L'NTSB determinò inoltre il seguente fattore contribuente:
Si sapeva che la situazione del carburante era in qualche modo nella mente del pilota e dell'equipaggio. Le trascrizioni delle registrazioni nella cabina di pilotaggio lo confermano. I rapporti dei media all'epoca suggerivano che c'era un problema non ampiamente noto con gli indicatori di stato del carburante su quel modello di aeromobile. Il problema non era ampiamente noto in parte perché gli aerei commerciali dovrebbero poter volare con una riserva di carburante di almeno 45 minuti in ogni momento. Il problema del misuratore venne affrontato, sebbene obliquamente, in una delle raccomandazioni del comitato di sicurezza:
Mentre il problema dell'indicatore del carburante potrebbe aver contribuito alla confusione dell'equipaggio verso la fine del volo, il rapporto dell'NTSB sottolineò che il comandante non avrebbe mai dovuto permettere che una situazione del genere si sviluppasse in primo luogo. L'NTSB formulò la seguente raccomandazione per affrontare specificamente tale problema:

## Conseguenze
Quest'ultima raccomandazione dell'NTSB a seguito dell'incidente, che affrontava i problemi di gestione delle risorse del ponte di volo, fu la genesi di importanti cambiamenti nel modo in cui i membri dell'equipaggio delle compagnie aeree venivano addestrati. Questo nuovo tipo di addestramento affrontava le sfide della gestione comportamentale come il cattivo coordinamento dell'equipaggio, la perdita di consapevolezza situazionale e gli errori di giudizio spesso osservati negli incidenti aerei. A poche settimane dalla raccomandazione dell'NTSB, la NASA tenne una conferenza per riunire esperti del governo e dell'industria per esaminare i potenziali meriti di questa formazione.
United Airlines istituì la prima gestione delle risorse dell'equipaggio (CRM) del settore per i piloti nel 1981. Il programma CRM è ora utilizzato in tutto il mondo, spingendo alcuni a chiamare l'incidente del volo United Airlines 173 uno dei più importanti nella storia dell'aviazione. Il ricercatore per la sicurezza aerea dell'NTSB che scrisse la raccomandazione del CRM era lo psicologo dell'aviazione Alan Diehl.
Incaricato di indagare su questo incidente, Diehl si rese conto che era simile a molti altri importanti incidenti aerei tra cui il volo United Airlines 2860, avvenuto poco più di un anno prima del volo 173 e in circostanze quasi identiche; Il volo Eastern Air Lines 401; e il disastro dell'aeroporto di Tenerife.
Ritenuto responsabile dell'incidente, il comandante McBroom perse la licenza da pilota di linea e si dimise dalla United Airlines poco dopo. Trascorse gli ultimi anni a combattere i problemi di salute legati alle lesioni subite nell'incidente e al cancro ai polmoni e alla prostata. I familiari e i passeggeri che parlarono con McBroom durante una riunione del 1998, riferendo poi che era "un uomo distrutto", afflitto dalla colpa per il suo ruolo nell'incidente. Morì il 9 ottobre 2004 a 77 anni.
Uno dei passeggeri sopravvissuti, un bambino di otto anni, ricevette un risarcimento di 900.000 dollari statunitensi dalla compagnia aerea.
Pubblicato nel febbraio 2018, "Crash Course" di Julie Whipple si concentra sugli eventi della notte dell'incidente, sulle indagini e sulle conseguenze dell'incidente.

## Cultura di massa
L'incidente del volo United Airlines 173 è rappresentato nell'ottavo episodio della dodicesima stagione del documentario canadese Indagini ad alta quota. L'episodio si intitola "Ossessione fatale".